# Дом Отдиха Шарголь
Дом О́тдиха Шарго́ль (рос. Дом Отдыха Шарголь) — селище у складі Комсомольського району Хабаровського краю, Росія. Входило до складу Галичного сільського поселення. Скасоване у 2024 році як населений пункт через відсутність населення.

## Населення
Населення — 1 особа (2010; 43 у 2002).
Національний склад (станом на 2002 рік):
- росіяни — 93 %